# Гранже, Эжен
Эжен Гранже (настоящие имя и фамилия — Пьер-Эжен Басте) (фр. Eugène Grangé; 16 декабря 1810, Париж — 1 марта 1887, Париж) — французский драматург, либреттист
, шансонье, поэт-песенник, гогетт.

## Биография

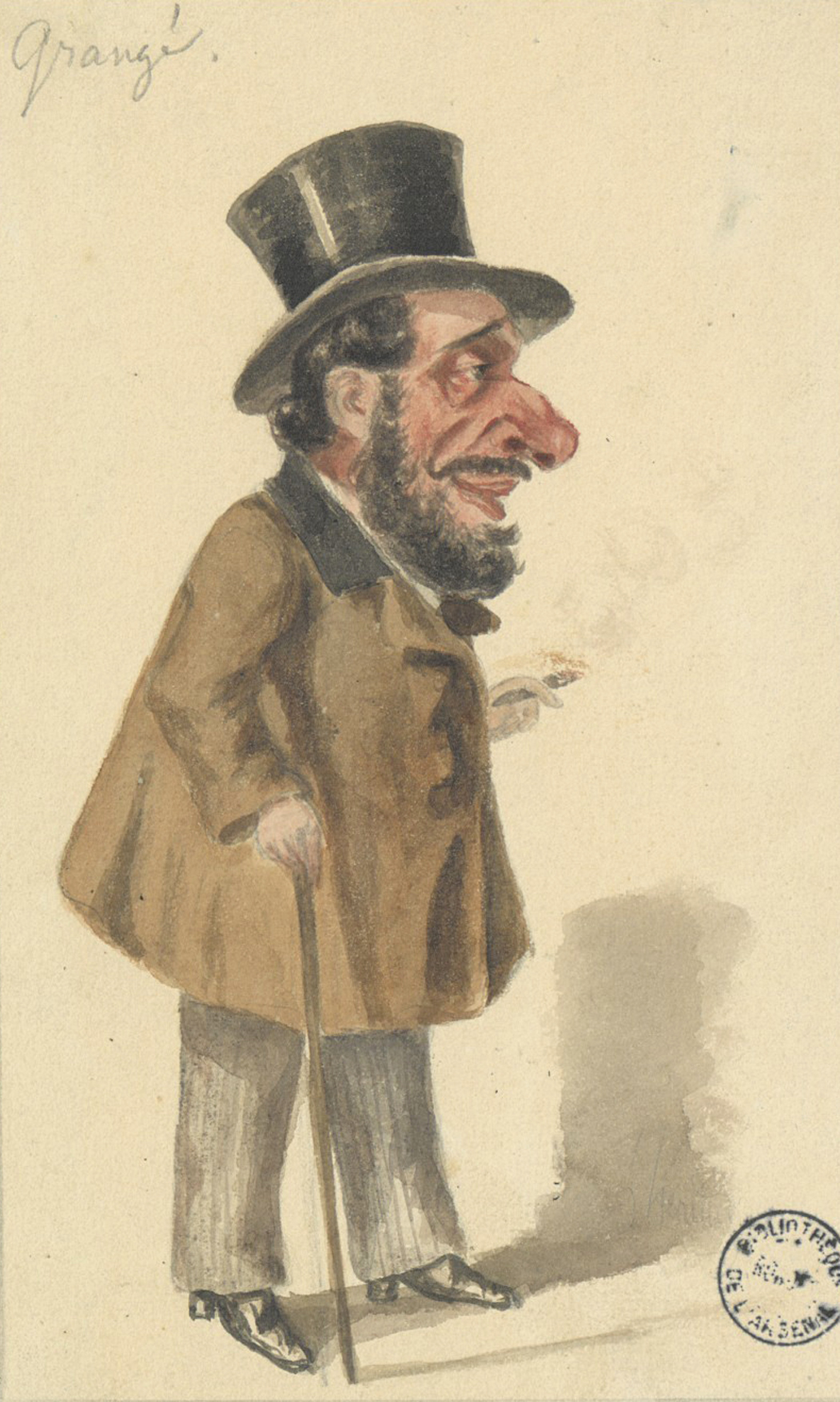
Карикатура на Э. Гранже авторства Леритье

Окончил коллеж Карла Великого. После окончания учёбы работал в банковском учреждении, который оставил для занятий литературным творчеством. С 1827 года его водевили ставились в небольших бульварных театрах на Бульвар дю Тампль.
Использовал псевдоним Эжен Гранже, составленный из его второго имени — Эжен и фамилии матери. Со временем стал любимым драматургом «Théâtre des Funambules», где чаще всего игрались его пьесы. В течение нескольких лет Гранже был единственным и высокооплачиваемым автором этого театра. Кроме того, его произведения с успехом шли на сценах парижских театров драмы (Théâtre des Folies-Dramatiques) и варьете («Théâtre des Variétés»).
Э. Гранже также был поэтом-песенником и гогеттом. С 1858 года участвовал в ежемесячных традиционно-праздничных собраниях певцов и поэтов в форме пирушки, своеобразном народно-хоровом кружке с застольем (гогетта). В мае 1865 года по приглашению и рекомендации своего друга Клервилля стал членом «Общества Погребка». Возглавлял его семь раз (1868, 1872, 1874, 1877, 1880, 1882 и 1884).

## Творчество
Автор многих комедий, водевилей, оперетт, драм, феерий и песен. Специалисты утверждают, что ему принадлежит не менее 350 пьес и 300 песен.
Часто писал в сотрудничестве с рядом известных авторов (Адольф Филипп Дэннери, Альфред Делакур, Ксавье де Монтепен, Жюлем Норьяком, Виктор Конен, Эрве и др.).

## Избранные произведения
- 1843: Les Bohémiens de Paris (драма)
- 1845: Constant-la-Girouette (комедия-варьете)
- 1853: Les Sept Merveilles du monde (феерия)
- 1853: Le Carnaval des Maris (комедия-варьете)
- 1858: Le Punch Grassot (оперетта)
- 1860: La Sirène de Paris (драма)
- 1860: La Pénélope à la mode de Caen (оперетта)
- 1860: Les Mémoires de Mimi-Bamboche (водевиль)
- 1861: La Mariée du Mardi-gras (оперетта)
- 1861: La Beauté du diable (оперетта)
- 1862: La Boîte au lait (оперетта)
- 1865: Un clou dans la serrure (комедия-варьете)
- 1873: La Cocotte aux œufs d’or (феерия)
- 1878: Coco de Clairville (оперетта)
- 1881: Les Deux Roses (пьеса)